# أنطونيو جوزيف
أنطونيو جوزيف (بالإنجليزية: Antonio Joseph)‏ هو قاضي وسياسي أمريكي، ولد في 25 أغسطس 1846 في الولايات المتحدة، وتوفي في 19 أبريل 1910 في الولايات المتحدة. حزبياً، نشط في الحزب الديمقراطي.